# Mouvement maoïste en Belgique
 (mai 2009).
Si vous disposez d'ouvrages ou d'articles de référence ou si vous connaissez des sites web de qualité traitant du thème abordé ici, merci de compléter l'article en donnant les références utiles à sa vérifiabilité et en les liant à la section « Notes et références ».
Au début des années 1960, à la suite de la rupture sino-soviétique, le maoïsme se répand au sein des membres du Parti communiste de Belgique, les poussant à s'organiser hors de l'organisation « révisionniste », c'est-à-dire pro-soviétique. La mouvance maoïste, première à s'organiser en Europe, existe encore en Belgique, alors qu'elle a presque disparu des autres pays européens.

## Début du maoïsme en Belgique
Le 22 décembre 1963, est fondé, sous la conduite de Jacques Grippa (un des dirigeants bruxellois du Parti communiste de Belgique et héros de la résistance communiste), un nouveau PCB, issu d'une scission du PCB fidèle à l'URSS. En Wallonie, il agissait sous le nom de Parti communiste wallon (PCW)[réf. nécessaire].
Disposant de moyens financiers importants (reçus de Chine), le parti lança un hebdomadaire, La Voix du Peuple et ouvrit une librairie à Bruxelles, Le Livre international. Le PCB de Grippa allait être chargé par le PCC d'organiser et d'aider les mouvements marxistes-léninistes européens reconnus par Pékin. La Belgique deviendra la "plaque tournante" du mouvement maoïste européen.[réf. nécessaire]
Le 23 mai 1965, le parti se présente aux élections législatives. Lors de la campagne, un colleur d'affiche du PCB prosoviétique, Marcel Seys, sera tué par un militant du  PCB prochinois.
À la suite des conflits internes déchirant le régime chinois et l'enclenchement de la Révolution culturelle, le PCC puis le Parti du Travail d'Albanie cessèrent tout contact avec le Parti « grippiste » en août 1967, en raison des positions pro-Liu Shaoqi de Jacques Grippa (positions qu'adopte le parti en 1968).
Le Parti communiste de Belgique connut plusieurs scissions entre 1965 et 1967 :

- en novembre 1967, à La Louvière : le Parti communiste marxiste-léniniste de Belgique (PCMLB) et le journal Clarté. Il sera essentiellement implanté à Bruxelles et à Mons. Principal dirigeant : Fernand Lefebvre. Un mois après la création du PCMLB, apparut, en France, le PCMLF. Le PCMLB et le PCMLF seront idéologiquement et structurellement liés l'un à l'autre.

Opposés à leurs débuts, le PCB(ml) (anciennement PCW(ml)) et le PCMLB (ainsi que leurs journaux, Clarté et L'Exploité) fusionnèrent, en 1973. En 1976, les anciens militants du PCB(ml) scissionnèrent et lancèrent un nouveau parti : le Parti communiste révolutionnaire (PCR). Basé à Charleroi, ce parti ne dépassera pas le stade groupusculaire. Le PCR éditera à nouveau L'Exploité (qui paraîtra jusqu'en 2000). Le PCMLB se renomma, au milieu des années 80, en Parti communiste pour l'unité progressiste (PCUP).

## «Mao-spontex» en Belgique
Après Mai-68, de nouvelles organisations vont voir le jour, souvent d'« orientation » mao-spontex et fondées par des jeunes ex-grippistes séduits par la Révolution culturelle chinoise :
- la Garde rouge : implantée à l'Université de Liège, édite le journal Oser lutter. Après des premiers contacts avec Lutte communiste et avec l'Union des communistes marxistes-léninistes de Belgique (voir point suivant), en vue d'une unification, la Garde rouge rejoindra les rangs du PCMLB.
- Université-Usine-Union (UUU) : apparue en octobre 1968 à l'Université libre de Bruxelles (ULB), cette organisation maoïste étudiante sera en contact avec la Gauche prolétarienne active en France[2]. En 1970, UUU se scinde en deux groupes opposés :
  - le courant mao-spontex avec La Parole au Peuple (PAP) : éditant un journal du même nom, la PAP a eu des contacts en France avec la Gauche prolétarienne. Elle fut à l'origine de l'Agence de presse Libération (APL) en Belgique et de l'Association Belgique-Portugal, organisation de soutien à la révolution des Œillets. La PAP s'auto-dissoudra en 1977.
  - le courant ML avec Tout le pouvoir aux travailleurs (TPT) : critiquant le "spontanéisme", quittera la mouvance mao-spontex et prônera la création d'un parti marxiste-léniniste révolutionnaire.

## Union et désunion, années 1970-80
C'est dans le but de fonder un parti, comme instrument pour la révolution, que TPT allait faire la place en 1972, avec l'apport du "Comité Joseph Staline pour l'Unité rouge", à :
- l'Union des communistes marxistes-léninistes de Belgique (UCMLB). Organe : L'unité rouge. Avec le PCMLB, l'UCMLB fut la plus importante organisation marxiste-léniniste. Après des "procès politiques" internes, l'UCMLB implosa en mai 1976.

En Flandre, la principale organisation ML, de type « ouvriériste » et spontanéiste, était Alle macht aan de arbeiders (Amada, Tout le pouvoir aux travailleurs). Amada fut fondé, en 1970, par des étudiants catholiques séduits par la Révolution maoïste et engagés dans les grèves sauvages des mineurs dans le Limbourg belge flamand. Ce n'est qu'en 1975, qu'une "branche" francophone d'Amada va apparaître, sous le nom de Tout le Pouvoir aux Ouvriers (TPO). L'organisation ML sera renforcée en 1976 par l'arrivée de plusieurs dissidents de l'UCMLB. Amada-TPO, en 1979, se transforme en Partij van de Arbeid van België - Parti du travail de Belgique (PVDA-PTB). Ni Amada-TPO ni le PVDA-PTB ne seront reconnus par les autorités communistes chinoises.
Les autres organisations marxistes-léninistes belges francophones des années 1970 étaient :
- Lutte communiste (LC) : issue directement de l'organisation Pouvoir ouvrier (fondée en 1969 par des ex-grippistes provenant du Comité Che Guevara), LC se rapprochera dès 1974 du Parti communiste marxiste-léniniste de Belgique. En 1979, LC finira par fusionner avec le PCMLB.
- Action communiste (AC) : en relation en France avec le groupe "Révolution".
- Groupe libération de la classe ouvrière : Mis en place par des anciens du journal L'Ouvrier en colère.
- Cercle communiste marxiste-léniniste.
- Gauche ouvrière.
- Parti communiste de Belgique (marxiste-léniniste) : survivance liégeoise de l'UCMLB, le PCB (ml) éditait l'organe La Vérité. En 1986, ce groupuscule maoïste changera de nom pour devenir "Renouveau ouvrier", une organisation politique restant active sur le terrain des luttes sociales et fidèle aux thèses marxistes-léninistes-maoïstes.

Pour sa part, le Mouvement unifié belge des étudiants francophones (MUBEF, syndicat représentatif des étudiants universitaires) se positionnera sur une ligne marxiste-léniniste. Il faut savoir que les maoïstes de Lutte communiste y étaient très actifs.[réf. nécessaire]
L'influence de la Révolution culturelle maoïste se remarquait encore :
- dans la revue théorique Contradictions(1972, toujours éditée en 2006),
- dans l'hebdomadaire Pour (1973-1981) ; ce dernier donnera naissance, en 1977, à Pour le socialisme (PLS), une organisation maoïste[Information douteuse] anti-stalinienne qui se rapprochera du Parti communiste marxiste-léniniste de Belgique et du Parti communiste révolutionnaire. En 1984, l'organisation s'auto-dissoudra.

Le courant révolutionnaire armé, incarné par les Cellules communistes combattantes (CCC), se réclamera lui aussi d'un marxisme-léninisme radical. Mao et Staline figuraient parmi les références majeures des CCC, ainsi que les groupes de sa mouvance : Ligne rouge (1983-1986), collectif Correspondances révolutionnaires (1986-1997), Lutte pour le Communisme (1987-1988), collectif Classe contre Classe (1988-1989, premier du nom) et le Comité d'agitation et de propagande communiste (1992-1994). Le combat politique de ces groupes se poursuivra en 2003 au sein d'un nouveau collectif, Classe contre Classe (deuxième du nom). Ce dernier est l'un des principaux piliers du Bloc marxiste-léniniste.[réf. nécessaire] Les CCC considéraient en bloc les syndicats, le parti socialiste, le parti communiste et le mouvement pacifiste comme des adversaires. Il s'agissait de conscientiser la classe ouvrière par des attentats spectaculaires.
Les attentats des CCC visèrent des cibles très diverses: entreprises, organisations politiques, militants du mouvement pour la paix comme Pierre Galand en octobre 1985. Leur action a servi de prétexte à un renforcement considérable de l'arsenal répressif.[réf. nécessaire] Les rapports entre les CCC la Fraction armée rouge (RAF) et Action directe (AD) ont été assez complexes. Dans un premier temps, les trois organisations ont coopéré régulièrement. En 1985, les CCC ont rompu avec AD et la RAF, refusant leur ligne anti-impérialiste, lui préférant la ligne marxiste-léniniste des Brigades rouges et des GRAPO. Plus tard, les CCC accusèrent AD d'avoir créé de toutes pièces sa propre filiale en Belgique, le Front révolutionnaire d'action prolétarienne (FRAP). [réf. nécessaire]

## Courant maoïste régionaliste wallon
Depuis son apparition, en 1963, une tendance « wallonne » coexistait dans le mouvement maoïste de Belgique. Jacques Grippa lui-même avait mis en avant la « conception » des trois peuples constituant la Belgique : les peuples flamand, bruxellois et wallon. En Wallonie, le PCB-Grippa agissait directement sous le nom de Parti communiste wallon (PCW). En novembre 1965, le PCW fut à la base d'un éphémère "Front populaire wallon". Par la suite, les partis communistes qui ont poursuivi le combat pro-maoïste en Belgique, le Parti communiste wallon (marxiste-léniniste) (PCW (m-l)) d'Arnold Hauwaert et le Parti communiste marxiste-léniniste de Belgique (PCMLB) de Fernand Lefebvre poursuivront le combat wallon.
En septembre 1982, le PCMLB, le Parti communiste révolutionnaire (PCR, issu de la scission de 1976 du PCMLB conduite par les anciens du PCW (m-l)) et l'organisation Pour le Socialisme (PLS) lancèrent un "Manifeste pour une Wallonie indépendante, progressiste et démocratique".
Aux élections municipales d'octobre 1982, le PCMLB participa dans la ville de Mons (son fief) à la liste de l'Union démocratique et progressiste wallonne (UDPW), un cartel du Parti communiste avec « divers wallingants », dont des militants du Rassemblement wallon (RW). Fernand Lefebvre fut le candidat officiel du PCMLB sur la liste de l'UDPW. Plusieurs candidats du Parti communiste révolutionnaire figuraient pour leur part sur des listes du Rassemblement populaire wallon (RPW, dissidence du RW apparue en octobre 1981) déposées dans diverses communes de la région de Charleroi. Le PCMLB appela aussi à voter pour les listes du RPW.
Dans l'organisation "crypto-maoïste" Pour le Socialisme, un "courant wallon" avait aussi vu le jour. En 1984, ce courant tentera de lancer une nouvelle structure : le Mouvement socialiste révolutionnaire wallon (MSRW), et un nouveau journal, Agir. Malgré l'énergie dépensée par ses initiateurs, le MSRW disparaîtra l'année suivante.
Dans les années 1990, le combat wallon restera toujours soutenu par le Parti communiste révolutionnaire et son journal L'Exploité. Celui-ci apportera son appui, en 1993, à un éphémère « Mouvement des communistes de Wallonie » (MCW), localisé dans la commune de Gilly. La même année, dans le prolongement du MCW, un appel pour fonder un « Regroupement communiste de Wallonie » (RCW) est lancé (le quotidien Le Soir lui consacrera un écho, le 10 janvier 1994). Les militants de L'Exploité participeront au RCW qui n'aura qu'une très courte existence.
Par la suite, le leader historique du PCR, Arnold Hauwaert, poursuivra son engagement dans le mouvement wallon en devenant l'animateur des cercles walligants le "Coq d'Aousse" et "Vivre en Wallonie". Après la dissolution du PCR et la fin de la publication de L'Exploité, Arnold Hauwaert rejoindra, en 2002, le Club républicain wallon - pour l'indépendance, la dignité et la liberté de la Wallonie. À sa manière, Arnold Hauwaert soutiendra toujours le maoïsme. En 2003, à l’occasion des élections législatives, il sera l’une des "personnalités" à signer l’appel public pour voter pour la liste déposée à Charleroi par le Parti du travail de Belgique. En 2006, l'ex-figure emblématique des maoïstes de Charleroi était toujours le rédacteur en chef de La Dépêche de Wallonie, la publication électronique de l'association Vivre en Wallonie.
Les diverses initiatives évoquées ci-dessus ont singularisé l'émergence et l'activité d'une petite mouvance régionaliste wallonne de gauche radicale héritière directe du courant maoïste. Une mouvance intégrée dans le mouvement populaire wallon [réf. nécessaire] .

## Marxistes-léninistes des années 1990-2024
Depuis la fin des années 1990, trois formations ont entretenu d'une façon ou d'une autre l'héritage du maoïsme en Belgique :
- le Parti du travail de Belgique (PTB) : issu du mouvement maoïste spontanéiste des années 1970, le PTB, comme son héritier, Amada-TPO, n'a jamais été reconnu officiellement par les autorités chinoises, contrairement aux premiers partis belges pro-chinois: le Parti communiste de Belgique de Jacques Grippa, le Parti communiste belge-marxiste léniniste (PCB-ML) et le Parti communiste marxiste-léniniste de Belgique (PCMLB). Cependant, le PTB considère Mao comme l'une de ses principales références idéologiques. De plus, ce parti a toujours suivi fidèlement tous les tournants de la politique de Pékin, y compris son tournant de développement économique capitaliste.[réf. nécessaire]. Le PTB reste à l'heure actuelle l'une des plus importantes formations d'extrême-gauche en Belgique[3], bien qu'il ne se réclame pas comme d'extrême-gauche, mais comme appartenant au "mouvement ouvrier communiste". Il se considère comme étant l'héritier direct du Parti communiste de Belgique (période 1921-1963)[réf. nécessaire].

- le Bloc marxiste-léniniste (BML), fondé en 2003 par plusieurs collectifs militants issus de la plupart des courants marxistes-léninistes (dont les militants des CCC, tels Pierre Carette) et son successeur en 2010, le Centre marxiste-léniniste-maoïste (Belgique)[4].

## Maoïstes belges connus

### Membres connus du PTB
Voir l'article concernant le Parti du Travail de Belgique

### Membres connus de l'UCMLB
- Michel Collon[5]
- Jean Pestieau et Maria McGavigan, parents de David Pestieau, l'actuel vice-président du PTB
- Michel Nejszaten[6]
- Eric Pollet, président[6]
- Luce Minet, compagne du fondateur du PTB, Ludo Martens[6]
- Jean-Marie Parent[7]
- Pierre Marage, vice-recteur de Université Libre de Bruxelles[8]
- Nadine Rosa-Rosso, deviendra ensuite secrétaire générale du PTB[8]
- Jean Vogel[8]